# Tadija Dragićević
Tadija Dragićević (in serbo Тадија Драгићевић?; Čačak, 28 gennaio 1986) è un ex cestista serbo.

## Carriera
È stato selezionato dagli Utah Jazz al secondo giro del Draft NBA 2008 (53ª scelta assoluta).

## Palmarès

### Squadra
- Coppa di Serbia e Montenegro: 1

Stella Rossa Belgrado: 2006
- Coppa di Serbia: 1

Stella Rossa Belgrado: 2014
- Coppa di Francia: 1

Strasburgo: 2014-15
- Leaders Cup: 1

Strasburgo: 2015
- Coppa del Montenegro: 1

Budućnost: 2016

### Individuale
- MVP Lega Adriatica: 1

Stella Rossa Belgrado: 2007-08